# باروت، کبک
باروت (به فرانسوی: Barraute) شهری در منطقه شهری ابیتیبی ناحیه ابیتیبی-تمیسکامانگ در استان کبک کانادا است. در سرشماری سال ۲۰۱۱ این شهر ۲٬۰۱۴ نفر جمعیت داشته‌است و مساحت آن ۴۹۵٫۵۱ کیلومتر مربع است.